# آبي أكيرا
آبي أكيراAbe Akira (1934-1989) كاتب ياباني معاصر.
ولد في هيروشيما حيث كانت خدمة أبيه الضابط في البحرية اليابانية، ولكنه قضى معظم طفولته في الجانب الساحلي من مدينة كوجينوما.
درس الادب الفرنسي في جامعة طوكيو. ثم عمل في شركة بث حتى عام 1971، حين تفرغ للكتابة. نشر أول أعماله «غرفة الأطفال» عام 1962، وتدور حول معاناة شقيقه الأكبر المصاب بتخلف عقلي. وكل قصصه تقريبا مبنية على حوادث شخصية من حياته وحياة عائلته. أشهر أعماله قصة قصيرة بعنوان «حبات الخوخ» تعتبر واسطة العقد في إنتاجه.